# Linville (Virginia)
Linville es un lugar designado por el censo ubicado en el condado de Rockingham  en el estado estadounidense de Virginia. En el Censo de 2020 tenía una población de 355 habitantes y una densidad poblacional de 239,86 habitantes por km². Fue incluido como CDP en el censo de 2020.

## Geografía
Linville se encuentra ubicado en las coordenadas 38°31′15″N 78°50′15″O / 38.52083, -78.83750.Según la Oficina del Censo de los Estados Unidos,  tiene una superficie total de 1,48 km², todos correspondientes a tierra firme.